# Ixora francii
Ixora francii là một loài thực vật có hoa trong họ Thiến thảo. Loài này được Schltr. & K.Krause mô tả khoa học đầu tiên năm 1908.